# DHF's Landspokalturnering 2015
DHF´s landspokalturnering i 2015 var den 52. udgave af DHF's Landspokalturnering. De landsdækkende runder indledtes med 1/8-finalerne i august 2015 og afsluttedes for mændenes vedkommende med et final four-stævne i Arena Fyn i Odense 6. – 7. februar 2016, hvor HC Midtjylland vandt finalen med 30-26 over GOG. Kvindernes finale blev spillet i Jysk Arena i Silkeborg 27. december 2015 hvor FC Midtjylland blev pokalmestre med en sejr på 28-26 over Viborg HK.

## Datoer
Her er en oversigt over, hvornår der bliver trukket lod til de forskellige runder, og hvornår kampene skal spilles.
| Runde        | Mænd        | Mænd         | Kvinder     | Kvinder      |
| Runde        | Lodtrækning | Spilledatoer | Lodtrækning | Spilledatoer |
| ------------ | ----------- | ------------ | ----------- | ------------ |
| 1/8-finaler  | 20. maj     | 26. aug.     | 20. maj     | 28.-30. aug. |
| Kvartfinaler | 1. sep.     | 28. okt.     | 1. sep.     | 30. sep-     |
| Semifinaler  | Afventer    | 6. feb. '16  | Afventer    | 11. nov.     |
| Finale       | Afventer    | 7. feb. '16  | -           | 27. dec.     |

## Mænd

### 1/8-finaler
| Dato  | Hjemmehold                    | Udehold               | Resultat |
| ----- | ----------------------------- | --------------------- | -------- |
| 25.8  | Odder Håndbold                | Aalborg Håndbold      | 23-29    |
| 25.8  | Team Vesthimmerland           | Skjern Håndbold       | 20-36    |
| 26.8  | Randers HH                    | GOG                   | 25-30    |
| 26.8  | IK Skovbakken                 | HC Midtjylland        | 19-34    |
| 26.8  | Nordsjælland Håndbold         | Team Tvis Holstebro   | 28-30    |
| 26.8  | Korsør Slagelse Elitehåndbold | Århus Håndbold        | 18-37    |
| 26.8  | Team Sydhavsøerne             | KIF Kolding København | 21-25    |
| 26.8  | Ajax København                | Bjerringbro-Silkeborg | 19-32    |
| Kilde |                               |                       |          |

### 1/4-finaler
Her deltog de otte vinderhold fra 1/8-finalerne
| Dato  | Hjemmehold          | Udehold               | Resultat |
| ----- | ------------------- | --------------------- | -------- |
| 26.10 | GOG                 | Bjerringbro-Silkeborg | 30-28    |
| 27.10 | HC Midtjylland      | KIF Kolding København | 29-28    |
| 28.10 | Århus Håndbold      | Skjern Håndbold       | 39-38    |
| 29.10 | Team Tvis Holstebro | Aalborg Håndbold      | 39-36    |
| Kilde |                     |                       |          |

### Final 4

#### Semifinaler
De fire vindere af kvartfinalerne spillede final 4-stævne 6. og 7. februar 2016 i Arena Fyn i Odense. 
| Dato   | Hold                | Hold           | Resultat |
| ------ | ------------------- | -------------- | -------- |
| 6.2.16 | Team Tvis Holstebro | HC Midtjylland | 25-27    |
| 6.2.16 | Århus Håndbold      | GOG            | 23-25    |
| Kilde  |                     |                |          |

#### Finale
Her deltog de to vinderhold fra semifinalerne. 
| Dato   | Hold           | Hold | Resultat |
| ------ | -------------- | ---- | -------- |
| 7.2.16 | HC Midtjylland | GOG  | 30-26    |
| Kilde  |                |      |          |

## Kvinder

### 1/8-finaler
| Dato  | Hjemmehold           | Udehold             | Resultat |
| ----- | -------------------- | ------------------- | -------- |
| 24.8  | Skanderborg Håndbold | FCM Håndbold        | 21-24    |
| 25.8  | Hasle KFUM           | Team Tvis Holstebro | 22-50    |
| 26.8  | Ajax København       | Randers HK          | 17-36    |
| 27.8  | Roskilde Håndbold    | Team Esbjerg        | 17-31    |
| 28.8  | CIF, Århus           | København Håndbold  | 12-34    |
| 28.8  | Bjerringbro fH       | Viborg HK           | 26-30    |
| 29.8  | Ringkøbing Håndbold  | HC Odense           | 26-34    |
| 30.8  | Nyk. Falster HK      | Silkeborg-Voel KFUM | 27-32    |
| Kilde |                      |                     |          |

### 1/4-finaler
Her deltog de otte vinderhold fra 1/8-finalerne
| Dato  | Hjemmehold          | Udehold                 | Resultat |
| ----- | ------------------- | ----------------------- | -------- |
| 29.9  | Silkeborg-Voel KFUM | Team Tvis Holstebro     | 16-33    |
| 29.9  | Randers HK          | Viborg HK               | 25-27    |
| 30.9  | København Håndbold  | FC Midtjylland Håndbold | 17-27    |
| 1.10  | HC Odense           | Team Esbjerg            | 24-27    |
| Kilde |                     |                         |          |

### Semifinaler
Her deltog de fire vinderhold fra kvartfinalerne. 
| Dato  | Hjemmehold          | Udehold      | Resultat |
| ----- | ------------------- | ------------ | -------- |
| 10.11 | Team Tvis Holstebro | Viborg HK    | 24-27    |
| 11.11 | FCM Håndbold        | Team Esbjerg | 26-21    |
| Kilde |                     |              |          |

### Finale
Her deltog de to vinderhold fra semifinalerne. Finalen spilles i Jysk Arena i Silkeborg.
| Dato  | Hold 1    | Hold 2       | Resultat |
| ----- | --------- | ------------ | -------- |
| 27.12 | Viborg HK | FCM Håndbold | 26-28    |
| Kilde |           |              |          |